# Fister
Fister är en kyrkby och tidigare tätort i Hjelmelands kommun i Rogaland fylke i sydvästra Norge. Orten ligger där fylkesväg 4674 möter fylkesväg 4678, på östra sidan av Fisterfjorden. Här finns Fisters kyrka.
Tidigare har orten tillhört dåvarande Hjelmeland og Fisters kommun, därefter har den utgjort centralort i dåvarande Fisters kommun.
Sedan 2015 räknas orten inte längre som en tätort.

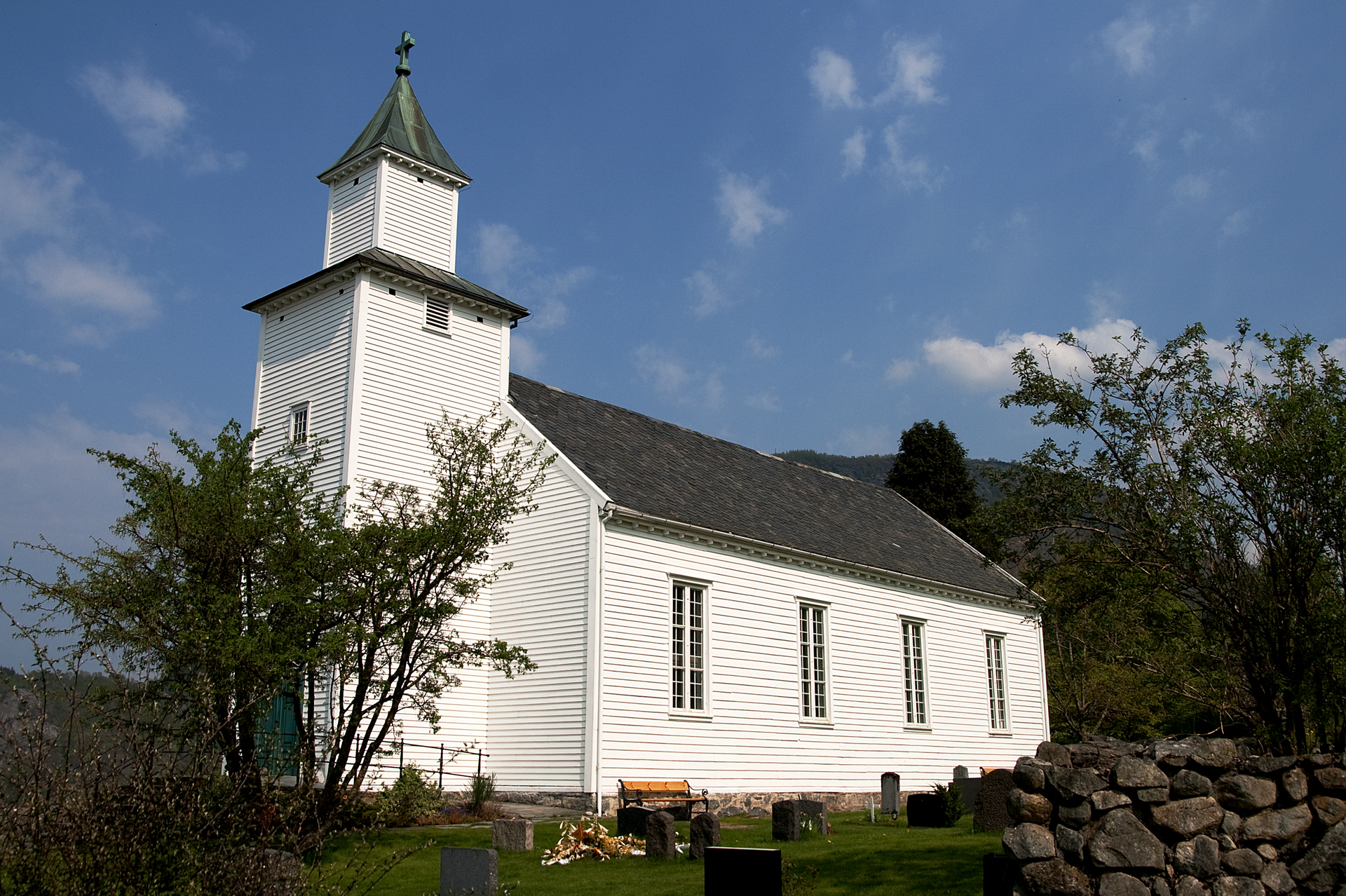
Fisters kyrka.